# Lautertal (Vogelsberg)
Lautertal (Vogelsberg) ist eine Gemeinde im mittelhessischen Vogelsbergkreis. 

## Geographie

### Geographische Lage
Lautertal liegt in 400 bis 700 Meter Höhe im Naturpark Vulkanregion Vogelsberg.

### Nachbargemeinden
Lautertal grenzt im Norden an die Gemeinde Schwalmtal, im Osten an die Stadt Lauterbach, im Süden an die Stadt Herbstein, sowie im Westen an die Stadt Ulrichstein und die Gemeinde Feldatal.

### Gemeindegliederung
Die Gemeinde Lautertal besteht aus den sieben Ortsteilen: 
- Dirlammen
- Eichelhain
- Eichenrod
- Engelrod
- Hörgenau (Sitz der Gemeindeverwaltung)
- Hopfmannsfeld
- Meiches

## Geschichte
Im Zuge der Gebietsreform in Hessen wurde zum 31. Dezember 1971 die Gemeinde Lautertal durch den Zusammenschluss der bisherigen Gemeinden Eichelhain, Eichenrod, Engelrod, Hörgenau und Meiches neu gebildet. Am 1. Februar 1972 kamen Dirlammen und Hopfmannsfeld hinzu.
Am 1. Februar 1980 wurde der Name der Gemeinde amtlich in Lautertal (Vogelsberg) geändert.

## Politik

### Gemeindevertretung
Die Kommunalwahl am 14. März 2021 lieferte folgendes Ergebnis, in Vergleich gesetzt zu früheren Kommunalwahlen:

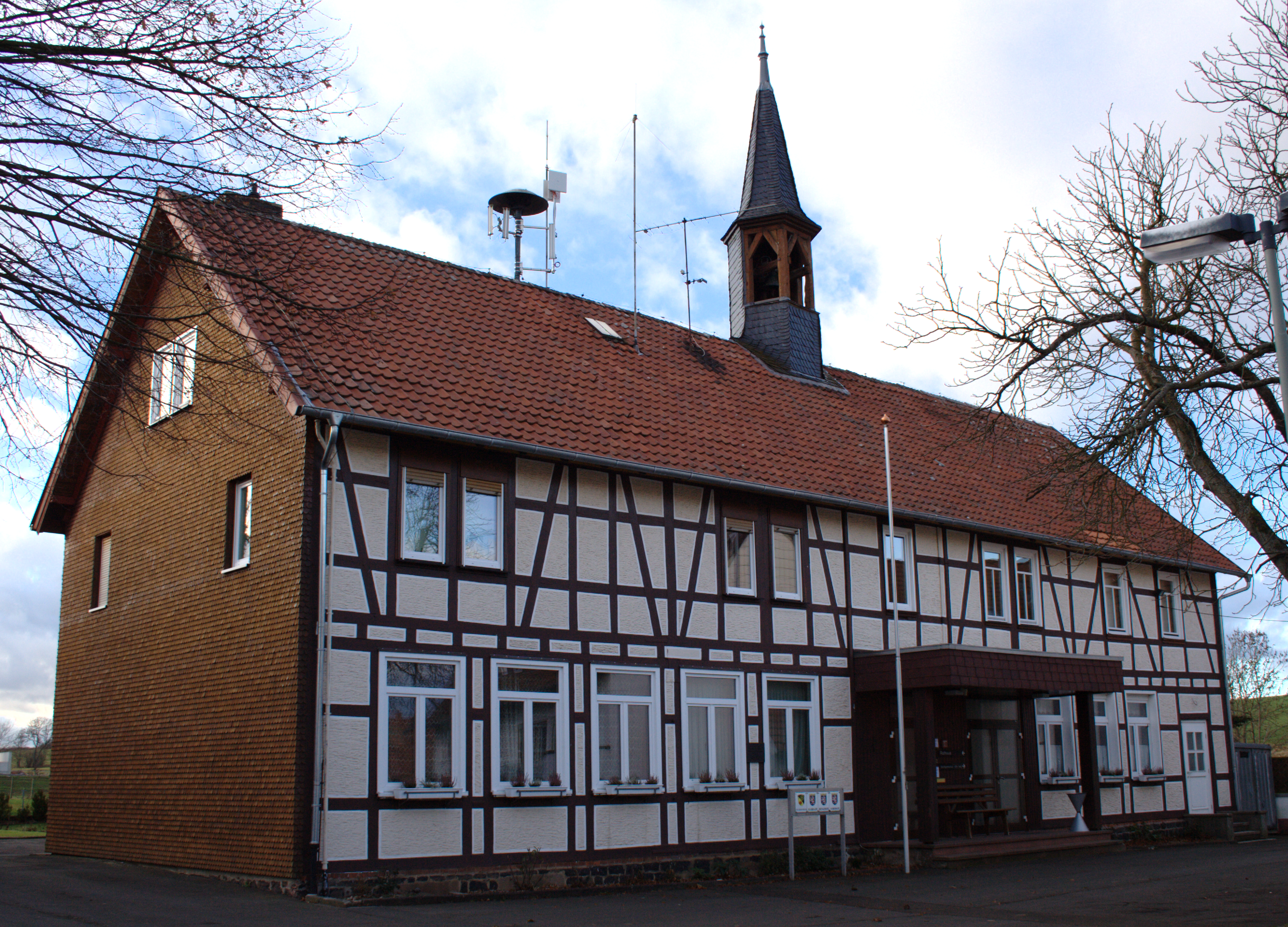
Rathaus der Gemeinde in Hörgenau

| Sitzverteilung in der Gemeindevertretung 2021Insgesamt 15 Sitze - SPD: 7 - UBG: 2 - CDU: 6 | Parteien und Wählergemeinschaften | Parteien und Wählergemeinschaften           | % 2021 | Sitze 2021 | % 2016 | Sitze 2016 | % 2011 | Sitze 2011 | % 2006 | Sitze 2006 | % 2001 | Sitze 2001 |
| Sitzverteilung in der Gemeindevertretung 2021Insgesamt 15 Sitze - SPD: 7 - UBG: 2 - CDU: 6 | SPD                               | Sozialdemokratische Partei Deutschlands     | 47,3   | 7          | 49,3   | 7          | 47,7   | 7          | 45,7   | 7          | 45,2   | 7          |
| Sitzverteilung in der Gemeindevertretung 2021Insgesamt 15 Sitze - SPD: 7 - UBG: 2 - CDU: 6 | CDU                               | Christlich Demokratische Union Deutschlands | 41,4   | 6          | 37,0   | 6          | 41,4   | 6          | 48,1   | 7          | 49,1   | 7          |
| Sitzverteilung in der Gemeindevertretung 2021Insgesamt 15 Sitze - SPD: 7 - UBG: 2 - CDU: 6 | UBG                               | Unabhängige Bürgerliste + Grüne             | 11,3   | 2          | 13,7   | 2          | 10,9   | 2          | 6,2    | 1          | 5,7    | 1          |
| Sitzverteilung in der Gemeindevertretung 2021Insgesamt 15 Sitze - SPD: 7 - UBG: 2 - CDU: 6 | Gesamt                            | Gesamt                                      | 100,0  | 15         | 100,0  | 15         | 100,0  | 15         | 100,0  | 15         | 100,0  | 15         |
| Sitzverteilung in der Gemeindevertretung 2021Insgesamt 15 Sitze - SPD: 7 - UBG: 2 - CDU: 6 | Wahlbeteiligung in %              | Wahlbeteiligung in %                        | 64,2   | 64,2       | 67,3   | 67,3       | 61,1   | 61,1       | 78,6   | 78,6       | 69,9   | 69,9       |

### Bürgermeister
Nach der hessischen Kommunalverfassung wird der Bürgermeister für eine sechsjährige Amtszeit gewählt, seit dem Jahr 1993 in einer Direktwahl, und ist Vorsitzender des Gemeindevorstands, dem in der Gemeinde Lautertal neben dem Bürgermeister ehrenamtlich ein Erster Beigeordneter und sieben weitere Beigeordnete angehören. Bürgermeister ist seit dem 1. Juli 2024 Lukas Becker (SPD). Er setzte sich am 8. Oktober 2023 im ersten Wahlgang gegen Amtsinhaber Dieter Schäfer, der sich um eine zweite Amtszeit beworben hatte, bei 78,8 Prozent Wahlbeteiligung mit 60,08 Prozent der Stimmen durch.
Amtszeiten der Bürgermeister
- 2024–2030 Lukas Becker (SPD)[8]
- 2018–2024 Dieter Schäfer
- 2006–2018 Heiko Stock
- 1982–2006 Norbert Södler[11]
- 1972–1982 Heinrich Georg

### Wappen und Flagge

#### Wappen
| Wappen von Lautertal (Vogelsberg) | Blasonierung: „In Gold und Schwarz wellenförmig schrägrechts geteiltem Feld links eine rote Türkenbundlilie, rechts ein goldenes siebenspeichiges Wagenrad.“ |
| Wappen von Lautertal (Vogelsberg) | Das Wappen wurde 1982 vom Heraldiker Heinz Ritt gestaltet und am 29. Juni 1983 vom Hessischen Innenministerium genehmigt. Die Hauptfarben Schwarz und Gold beziehen sich auf die ehemalige Ortsherrschaft der Riedesel Freiherren zu Eisenbach. Auf den landwirtschaftlichen Charakter der Gemeinde deutet das Wagenrad mit seinen sieben Speichen (= sieben Ortsteile) hin. Schließlich symbolisiert die Türkenbundlilie aus dem Wappen des Vogelsbergkreises die Zugehörigkeit der Gemeinde zu diesem Kreis. Die diagonale Wellenlinie deutet auf die Lauter hin, die der Gemeinde ihren Namen gibt. |

#### Flagge
Zusammen mit dem Wappen wurde auch die Flagge genehmigt. 
Flaggenbeschreibung: „Auf gold/schwarzer Flaggenbahn aufgelegt das Gemeindewappen.“

## Tourismus
Das Gemeindegebiet wird von der Ringstraße Hoher Vogelsberg durchquert, einer Route, die auf Landesstraßen um den oberen Bereich des Vogelsbergs herumführt und dabei vier Lautertaler Ortsteile berührt.
Vier markierte Rundwanderwege, die vollständig im Gemeindegebiet liegen, werden von der Gemeinde unterhalten:
- Fernblick-Tour (16 km) mit Aussichtspunkten zum Knüll und zur Rhön
- Ziegen-Tour (14 km)
- Magister-Tour (10 km)
- Kesselgehännesje-Tour (9,5 km)

## Persönlichkeiten
- Elard Briegleb (* 5. Mai 1822 in Hopfmannsfeld; † 15. Juni 1904 in Worms), hessischer Pfarrer und Mundartdichter
- Carl Spöhrer (* 13. August 1849 in Hörgenau; † 24. Januar 1912 in Calw), Realschullehrer, Gründer der Höheren Handelsschule Calw
- Else Bierau (* 5. April 1877 in Meiches; † 1. Oktober 1966 in Darmstadt), hessische Landtagsabgeordnete (DVP)